# Macronemurus quedenfeldti
Macronemurus quedenfeldti is een insect uit de familie van de mierenleeuwen (Myrmeleontidae), die tot de orde netvleugeligen (Neuroptera) behoort. 
Macronemurus quedenfeldti is voor het eerst wetenschappelijk beschreven door Kolbe in 1884.